# Les Trois Mousquetaires (1961)

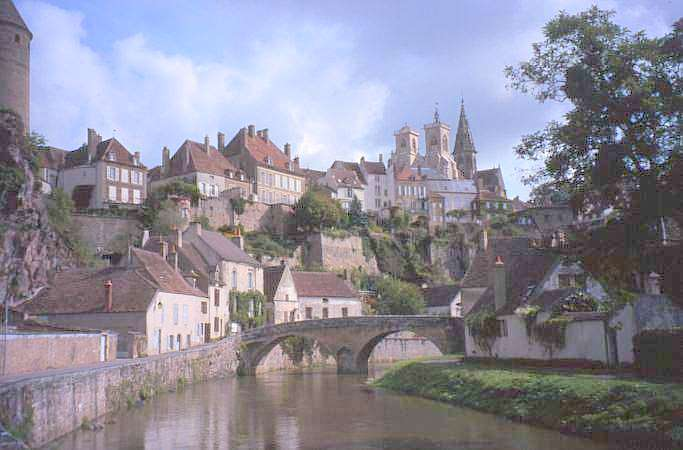
Um dos cenários do filme

Les Trois Mousquetaires (ou Les Trois Mousquetaires: La vengeance de Milady) é um filme franco/italiano  de 1961, dos gêneros aventura, épico e romance, dirigido por Bernard Borderie, roteirizado pelo diretor e Jean Bernard-Luc, baseado no livro Alexandre Dumas, pai, música de Paul Misraki.

## Sinopse
Após os eventos com as jóias da rainha,  Mylady retorna e D’Artagnan e os três mosqueteiros, são alvos de sua vingança.

## Elenco
- Gérard Barray ....... D'Artagnan
- Mylène Demongeot ....... Milady de Winter
- Perrette Pradier ....... Constance Bonacieux
- Georges Descrières ....... Athos
- Bernard Woringer ....... Porthos
- Jacques Toja ....... Aramis
- Françoise Christophe ....... Anne d'Autriche
- Guy Tréjan ....... Louis XIII (as Guy Trejean)
- Daniel Sorano ....... Richelieu
- Guy Delorme ....... Rochefort
- Jean Carmet ....... Planchet
- Robert Berri ....... Bonacieux
- Anne Tonietti ....... Kitty
- Henri Nassiet ....... M. de Treville
- Jacques Seiler ....... Grimaud